# Reid-Gletscher (Westantarktika)
Der Reid-Gletscher ist ein Gletscher an der Loubet-Küste des Grahamlands im Norden der Antarktischen Halbinsel. Er fließt auf der Arrowsmith-Halbinsel in südlicher Richtung zum Bigourdan-Fjord, den er auf der gegenüberliegenden Seite der Meerenge The Narrows erreicht.
Teilnehmer der British Graham Land Expedition (1934–1937) unter der Leitung des australischen Polarforschers John Rymill nahmen eine erste, grobe Kartierung vor. Den unteren Gletscherabschnitt erkundete zwischen 1948 und 1949 der Falkland Islands Dependencies Survey. Dieser benannte den Gletscher nach dem US-amerikanischen Geophysiker Harry Fielding Reid (1859–1944), einem Pionier der Gletscherforschung in Alaska und den Alpen.